# GoF 2 alapelv
Az 1994-ben a Design Patterns: Elements of Reusable Object-Oriented Software (Programtervezési minták, Újrahasznosítható elemek objektumközpontú programokhoz) c. könyvben jelent meg. A GoF 2 eredeti angol megfogalmazása: „Favor object composition over class inheritance”, azaz „Használj objektum-összetételt öröklés helyett, ha csak lehet”. Az objektum-összetétel az öröklődés (inheritance) alternatívája. Az öröklődést szokás IS-A kapcsolatnak (the dog is a vertebrate / a kutya egy gerinces), míg az objektum összetételt HAS-A kapcsolatnak (the dog has a spine / a kutyának van egy gerince) nevezni. Itt az új szolgáltatások úgy jönnek létre, hogy kisebb részekből építünk fel objektumokat, hogy több szolgáltatással rendelkezzenek. Az objektum-összetételnél az összeépített objektumoknak jól meghatározott interfésszel kell rendelkezniük.  Az ilyen újrafelhasználást feketedobozos újrafelhasználásnak nevezzük, mert az objektumok belső részei láthatatlanok. Az objektumok „fekete dobozokként” jelennek meg. Az alosztályokon keresztül történő újrafelhasználást fehérdobozos újrafelhasználásnak nevezzük. A „fehér doboz” itt a láthatóságra utal: az öröklődéssel az alosztályok gyakran látják a szülőosztály belső részeit. A GoF 2 felhasználására remek példa a stratégia programtervezési minta.
Az alapelv előnyeit, hátrányait, valamint további információkat megtalálhatja az Öröklődés helyett objektum-összetétel oldalon.

## Programozási példák

### Példa objektum összetételre (GoF 2)

#### C#
```
public
 
interface
 
HogyanRepül

    
{

        
void
 
repül
();

    
}

    
public
 
class
 
LassanRepül
 
:
 
HogyanRepül

    
{

        
public
 
void
 
repül
()

        
{

            
Console
.
WriteLine
(
"Nagyon lassan repül . . ."
);

        
}

    
}

    
public
 
class
 
GyorsanRepül
 
:
 
HogyanRepül

    
{

        
public
 
void
 
repül
()

        
{

            
Console
.
WriteLine
(
"Gyorsan repül..."
);

        
}

    
}

    
public
 
class
 
Kacsa

    
{

        
protected
 
HogyanRepül
 
repülésTípus
;
  
// HAS-A kapcsolat

        
public
 
void
 
repül
()

        
{

            
// a repülést egy a HogyanRepül interfacet implementáló osztály hajtja végre

            
repülésTípusa
.
repül
();

        
}

        

        
public
 
HogyanRepül
 
getRepülésTípusa
()

        
{

            
return
 
repülésTípusa
;

        
}

        

        
// Az objektum összetétel egyik legnagyobb előnye, hogy 

        
// futási időben megváltoztatható

        
public
 
void
 
setHogyanRepül
(
HogyanRepül
 
repülésTípusa
)

        
{

            
this
.
repülésTípusa
 
=
 
repülésTípusa
;

        
}

        
public
 
void
 
úszik
()

        
{

            
Console
.
WriteLine
(
"Úszik a vízen"
);

        
}

        
public
 
void
 
hápog
()

        
{

            
Console
.
WriteLine
(
"háp háp"
);

        
}

        

        
// Az alapértelmezett konstruktorba érdemes beállítani egy

        
// alapértelmezett osztályt ami implementálja a HogyanRepül interfacet

        
public
 
Kacsa
()

        
{

            
repülésTípusa
 
=
 
LassanRepül
;

        
}

        

        
// De létrehozhatunk egy külön konstruktort aminek 

        
// az egyik paramétereként megadhatjuk azt.

        
public
 
Kacsa
(
HogyanRepül
 
repülésTípusa
)

        
{

            
this
.
repülésTípusa
 
=
 
repülésTípusa
;

        
}

    
}

    

    
public
 
class
 
KülönlegesGyorsanRepülőKacsa
 
:
 
Kacsa

    
{

        
// Minden tulajdonsága megegyezik az ősével, kivéve a repülés típusa

        
public
 
KülönlegesGyorsanRepülőKacsa
()

        
{

            
this
.
repülésTípusa
 
=
 
new
 
GyorsanRepül
();

        
}

    
}

```

#### Java
```
public
 
interface
 
HogyanRepül
{

        
void
 
repül
();

    
}

    
public
 
class
 
LassanRepül
 
implements
 
HogyanRepül
{

        
@Override

        
public
 
void
 
repül
()
 
{

            
System
.
out
.
println
(
"Nagyon lassan repül . . ."
);

        
}

    
}

    
public
 
class
 
GyorsanRepül
 
implements
 
HogyanRepül
{

        
@Override

        
public
 
void
 
repül
()
 
{

            
System
.
out
.
println
(
"Gyorsan repül..."
);

        
}

    
}

    
public
 
class
 
Kacsa
 
{

        
HogyanRepül
 
repülésTípusa
;
  
// HAS-A kapcsolat

        
public
 
void
 
repül
(){

            
// a repülést egy, a HogyanRepül interfacet implementáló osztály hajtja végre

            
repülésTípusa
.
repül
();

        
}

        

        
public
 
HogyanRepül
 
getRepülésTípusa
(){

            
return
 
repülésTípusa
;

        
}

        

        
// Az objektum összetétel egyik legnagyobb előnye, hogy 

        
// futási időben megváltoztatható

        
public
 
void
 
setHogyanRepül
(
HogyanRepül
 
repülésTípusa
){

            
this
.
repülésTípusa
 
=
 
repülésTípusa
;

        
}

        
public
 
void
 
úszik
(){

            
System
.
out
.
println
(
"Úszik a vízen"
);

        
}

        

        
public
 
void
 
hápog
(){

            
System
.
out
.
println
(
"háp háp"
);

        
}

        

        
// Az alapértelmezett konstruktorba érdemes beállítani egy

        
// alapértelmezett osztályt ami implementálja a HogyanRepül interfacet

        
public
 
Kacsa
(){

            
repülésTípusa
 
=
 
LassanRepül
;

        
}

        

        
// De létrehozhatunk egy külön konstruktort aminek 

        
// az egyik paramétereként megadhatjuk azt.

        
public
 
Kacsa
(
HogyanRepül
 
repülésTípusa
){

            
this
.
repülésTípusa
 
=
 
repülésTípusa
;

        
}

    
}

    

    
public
 
class
 
KülönlegesGyorsanRepülőKacsa
 
extends
 
Kacsa
{

        
// Minden tulajdonsága megegyezik az ősével, kivéve a repülés típusa

        
public
 
KülönlegesGyorsanRepülőKacsa
(){

            
this
.
repülésTípusa
 
=
 
new
 
GyorsanRepül
();

        
}

    
}

```

### Példa öröklésre (GoF 2 ellenpélda)

#### C#
```
public
 
class
 
Kacsa

    
{

        
public
 
void
 
hápog
()

        
{

            
Console
.
WriteLine
(
"háp háp"
);

        
}

        
public
 
void
 
úszik
()

        
{

            
Console
.
WriteLine
(
"úszik a vízen"
);

        
}

        

        
public
 
void
 
repül
()

        
{

            
Console
.
WriteLine
(
"Nagyon lassan repül . . ."
);

        
}

    
}

    
// Szeretnék egy gyorsan repülő kacsa osztályt létrehozni,

    
// aminek az összes egyéb tulajdonsága megegyezik a szülőével

    
public
 
class
 
GyorsKacsa
 
:
 
Kacsa

    
{

        
// Ez nem jött be...

        
// Megöröklöm a szülő osztály repül metódusát

    
}

    
//Próbáljuk meg máshogyan

    
public
 
class
 
KülönlegesGyorsKacsa

    
{

        
public
 
void
 
hápog
()

        
{

            
Console
.
WriteLine
(
"háp háp"
);

        
}

        
public
 
void
 
úszik
()

        
{

            
Console
.
WriteLine
(
"úszik a vízen"
);

        
}

        
// Láthatjuk, hogy emiatt az apró változtatás miatt, kódismétlésre volt szükségünk

        
// ami egy 100-200 vagy több soros osztálynál már komoly probléma

        
// Persze megtehetnénk, hogy kiemeljük a Kacsa osztályból azokat a metódusokat,

        
// amik megegyeznek, de ez hosszú távon nem nyújt megoldást.

        
// Mi van például akkor ha a következő kacsa típusunk úszik metódusa különbözik?

        
public
 
void
 
repül
()

        
{

            
Console
.
WriteLine
(
"Gyorsan repül..."
);

        
}

    
}

```

#### Java
```
public
 
class
 
Kacsa
{

        
public
 
void
 
hápog
(){

            
System
.
out
.
println
(
"háp háp"
);

        
}

        
public
 
void
 
úszik
(){

            
System
.
out
.
println
(
"úszik a vízen"
);

        
}

        
public
 
void
 
repül
(){

            
System
.
out
.
println
(
"Nagyon lassan repül . . ."
);

        
}

    
}

    
// Szeretnék egy gyorsan repülő kacsa osztályt létrehozni,

    
// aminek az összes egyéb tulajdonsága megegyezik a szülőével

    
public
 
class
 
GyorsKacsa
 
extends
 
Kacsa
{

        
// Ez nem jött be...

        
// Megöröklöm a szülő osztály repül metódusát

    
}

    
//Próbáljuk meg máshogyan

    
public
 
class
 
KülönlegesGyorsKacsa
{

        
public
 
void
 
hápog
()
 
{

            
System
.
out
.
println
(
"háp háp"
);

        
}

        
public
 
void
 
úszik
(){

            
System
.
out
.
println
(
"úszik a vízen"
);

        
}

        

        
// Láthatjuk, hogy emiatt az apró változtatás miatt, kódismétlésre volt szükségünk

        
// ami egy 100-200 vagy több soros osztálynál már komoly probléma

        
// Persze megtehetnénk, hogy kiemeljük a Kacsa osztályból azokat a metódusokat,

        
// amik megegyeznek, de ez hosszú távon nem nyújt megoldást.

        
// Mi van például akkor ha a következő kacsa típusunk úszik metódusa különbözik?

        
public
 
void
 
repül
(){

            
System
.
out
.
println
(
"Gyorsan repül..."
);

        
}

    
}

```